# Drutten (kortfilm)
Drutten eller Drutten och Jena (ryska: Чебурашка, Tjeburasjka) är en sovjetisk dockanimerad kortfilm regisserad av Roman Katjanov baserad på boken Den rozjdenija Krokodila Geny (Krokodilen Genas födelsedag) av Eduard Uspenskij och släpptes av filmstudion Sojuzmultfilm den 6 juni 1971. Uppföljare till filmen Krokodilen Gena (1969).

## Handling
Krokodilen Gena fyller år. Drutten gratulerar honom och ger honom en födelsedagspresent - en leksakshelikopter, som de skickar i luften. Drutten klamrar sig fast vid helikoptern och flyger iväg en bit. När Drutten landar får de syn på några scouter (pionjärer i original). De ber om att bli accepterade i deras led. Pionjärerna hånar dem och frågor om de inte flytt från djurparken. När det visar sig att Gena och Drutten inte vet hur man gör fågelholkar, gör upp eld eller marscherar tillkännager pionjärerna att de inte kan tas in i leden och meddelar att de kan komma tillbaka när de sig lärt allt detta. Efter detta försöker vännerna bygga en fågelholk, men det lir inget bra. Sedan bygger de fungerande lekplats och till och med pionjärerna hjälper  till att samla in skrot. Som ett tecken på sin tacksamhet för byggandet av lekplatsen och hjälpen med att samla in skrot, tar pionjärerna in vännerna i leden och lär dem att marschera.

## Rollista
- Tamara Dmitrijeva — scouter (pionjärer) / barn
- Vasilij Livanov — krokodil Gena
- Klara Rumjanova — Drutten
- Vladimir Ferapontov — polis / brevbärare / Gena (sång)

## Filmteam
- Manusförfattare — Eduard Uspenskij, Roman Katjanov
- Sångtext — Aleksandr Timofejevskij
- Regissör — Roman Katjanov
- Produktionsdesigner — Leonid Sjvartsman
- Filmfotograf — Teodor Bunimovitj
- Kompositör — Vladimir Sjainskij
- Ljudtekniker — Georgij Martynjuk
- Animationsartister — Maja Buzinova, Natalja Dabizja, Jurij Norsjtejn

## Musik
I filmen hörs låten Vladimir Sjainskijs "Pesenka krokodila Geny" med text av Aleksandr Timofejevskij, framförd av Vladimir Ferapontov.
Vissa källor anger dock felaktigt att filmen också innehåller Pesenka Tjeburasjka (ja byl kogda-to strannoj igrusjkoj bezymjannoj) av Eduard Uspenskij framförd av Klara Rumjanova, trots om den faktiskt framfördes i ljudboken "Tjeburasjka" från 1975.

## Utmärkelser
- 1972 — V Allunionsfilmfestival (Tbilisi) — pris och pris för bästa tecknade film
- 1972 — "Pesenka krokodila Geny" — pristagare på festivalen "Pesnja goda" framförd av solisten Sergej Paramonov från Sovjetunionens stora barnkör; efter en högljudd och långvarig ovation var arrangörerna av festivalen tvungna att framföra låten igen som extranummer (ett sällsynt fall i Pesnja godas historia)[4]

## Utgivning
Filmen gavs ut i Sverige 2005 på DVD av Pan Vision tillsammans med Krokodilen Gena, Shapp och Klack och Drutten i skolan under titeln Originalserien med Drutten & Krokodilen.